# عبد الهادي العصامي
عبد الهادي بن محمد جواد بن علي العصامي (6 ديسمبر 1911 - 15 يناير 1977) كاتب وصحفي وشاعر عراقي. ولد في النجف ونشأ بها برعاية والده، فقرأ مقدماته الأولية عنده ثم تتلمذ على علماء عصره، فدرس الأصول والفلسفة والفقه. ثم عكف على مطالعة الكتب الحديثة في الأدب والتاريخ، واشتغل بالتأليف والبحث وصارت له مكانة بارزة. وكان عصاميًا، وأصدر مجلة «الشعاع» في‌ 1948 وأغلقت في 1950. توفي بحادث سيارة. له مؤلفات كثيرة وديوان أشعار.

## سيرته
هو عبد الهادي بن محمد جواد بن علي بن حسين بن محمد العصامي. ولد يوم 15 ذو الحجة 1329 / 6 ديسمبر (كانون الأول) 1911 في النجف ونشأ بها. أخذ عن جملة من أساتذها علوم الشريعة والأدبية والفلسفة، منهم: هادي الصائغ، ومحمد علي الزهيري، ومحمد الجواد الجزائري، وحسين الحمامي.

أصدر مجلة «الشعاع» في مايو (أيار) 1948، وكانت أسبوعية‌ ثقافية، ولكنها أغلقت بعد مدة بآخر عدد لها في يناير (كانون الثاني) 1950.

توفي في النجف بحادث السيارة في 25 محرم 1397/ 15 يناير (كانون الثاني) 1977 ودفن فيها. 

## أدبه
كان شاعرًا أديبًا، وقد شجعه والده على الكتابة، إذ كان والده يدرسه الأدب ويلزمه يحفظه، ومن ذلك ألفية ابن مالك، وكان يجيزه على كل مئة بيت يحفظه، فصار يحفظ آلاف الأبيات من الشعر والرجز، ثم راح ينظم الشعر ويكتب المقالات العديدة في شؤون المجتمع والفكر والتاريخ والفلسفة وغيرها. وكان عضوًا في الرابطة الأدبية في النجف. 
 جاء في معجم البابطين «شعره يتنوع بين المقطوعات والقصائد، يلتزم الوزن والقافية، يتنوع موضوعيًا بين الوصف والفخر بالنفس والإخوانيات التي تشغل حيزًا غير قليل من شعره، والغزل العفيف والتعبير عن النفس الإنسانية وما تعانيه من صروف الدهر، كما أن له رباعيات وتشطيرات. يميل إلى النصح والإرشاد والحكمة المعبرة عن خلاصة خبرته بالحياة.» 

## آثاره
من مؤلفاته،‌ وأكثرهم مخطوطة:
- «توجيه الفرد والأمة»
- «قطرات قلب، نثر فني»
- «الحقائق في تاريخ الأمة العربية»
- «عقلاء المجانين»
- «اللباب في النحو والصرف»
- «التوضيح في علم المنطق»
- «النظرات الوجدانية في الردود الفلسفية والأدبية»
- «تهذيب النفس»
- «من أشعة العدل الاجتماعي في الإسلام»
- «من وحي الشعاع»، مجموعة مقالات
- ديوان شعره